# Mytnica (obwód tarnopolski)
Mytnica – wieś na Ukrainie w rejonie tarnopolskim należącym do obwodu tarnopolskiego. 
W II Rzeczypospolitej wieś Mogielnica w powiecie trembowelskim w województwie tarnopolskim. W latach 1944–1945 nacjonaliści ukraińscy z OUN-UPA zamordowali tutaj 41 Polaków i 1 Ukrainkę, żonę Polaka. 
Do 2020 w rejonie podwołoczyskim. 